# Leptothorax antigoni
Leptothorax antigoni är en myrart som beskrevs av Auguste-Henri Forel 1911. Leptothorax antigoni ingår i släktet smalmyror, och familjen myror. Inga underarter finns listade i Catalogue of Life.